# Natalia Estrada
Natalia Estrada (Gijón, Asturias, 3 de septiembre de 1972) es una actriz y presentadora de televisión española radicada actualmente en Italia.

## Biografía
Natalia con tan solo 16 años se trasladó a Madrid, donde en el Conservatorio Real completó sus estudios de ballet clásico y flamenco. Su gran oportunidad le llega con tan solo 18 años es seleccionada para sustituir a Penélope Cruz en la presentación del programa musical La quinta marcha (1990-1991), de Telecinco.
El espacio la convierte en un rostro popular y automáticamente pasa a ser una de las estrellas de la cadena. Cuando La quinta marcha es retirado de la parrilla, Natalia Estrada permanece en Telecinco y tras conducir en el verano de 1992 el concurso de Bellezas al agua, pasa a sustituir a Arancha del Sol en el espacio Vivan los novios (1992-1994), junto a Andoni Ferreño.
Paralelamente debuta en el cine con la película Aquí, el que no corre... vuela (1992), en la que comparte cartel, entre otros, con Arturo Fernández, María Barranco y José Coronado.
En 1994, tras contraer matrimonio con el italiano Giorgio Mastrota se instala en Milán y accede a la televisión italiana, que le proporciona igualmente una enorme popularidad en ese país. Durante ese tiempo conduce espacios como Discoring, destinado al público juvenil, Il Quizzone, Campioni di ballo, La sai l'ultima y Anima mia.
En Italia rueda también la película Il Ciclone, de Leonardo Pieraccioni.
En 2002 regresa a España para presentar el concurso Armas de seducción en Telemadrid y Canal Sur. En 2006 se la pudo de nuevo ver en la pequeña pantalla española, concursando en el concurso de monólogos El club de Flo, de La Sexta.
Desde entonces retirada del mundo de la televisión, se dedica en Italia a la cría y exhibición ecuestre junto a su pareja desde 2005, Andrew Mischianti.